# Stratonika (żona Mitrydatesa VI)
Stratonika (gr. Στρατoνίκη; zm. 63 p.n.e.) – nisko urodzona Greczynka z Kabeiry, kochanka i czwarta żona króla Pontu Mitrydatesa VI Eupatora
Stratonika była córką lutnisty na dworze króla Pontu Mitrydatesa VI, pochodzącą z pontyjskiej Kabejry.
Po jakimś czasie sama Stratonika została lutnistką na dworze królewskim, zwróciła na siebie uwagę Mitrydatesa w czasie jednej z uczt i stała się jego kochanką. Mitrydates VI poślubił ją w jakiś czas po 86 p.n.e., gdy urodziła mu syna Ksyparesa.

Największym autorytetem cieszyła się Stratonika, strzegąca najzasobniejszej w złoto warowni. Była ona podobno córką jakiegoś lutnisty (...). Sama grając na lutni przy winie od razu tak zachwyciła Mitrydatesa, że przy niej pozostał...

Wkrótce też stała się jedną z jego ulubionych żon i przez pewien czas miała na niego ogromny wpływ. Kiedy Mitrydates VI przygotowywał się do podboju państw wokół Morza Czarnego wysłał Stratonikę do jednej z najpotężniejszych swoich twierdz wyposażoną w wielkie siły militarne, niezwykle bogaty zasób złota i pożywienia, czyniących twierdzę niemal niezdobytą.
Stratonika zdradziła męża przekazując zarówno twierdzę jak i składowane tam złoto rzymskiemu generałowi Pompejuszowi w zamian za darowanie życia niej samej i jej synowi. Jednakże Mitrydates VI odzyskawszy władzę ukarał ją za zdradę, zabijając ich syna na jej oczach.
Stratonika zmarła w 63 p.n.e. na kilka miesięcy przed aneksją królestwa Pontu przez Rzym.